# Prva hrvatska nogometna liga (1992)
Sezon 1992 był 1. edycją rozgrywek o mistrzostwo Chorwacji. Tytuł mistrza kraju zdobył zespół Hajduk Split. Tytuł króla strzelców przypadł Adrianowi Koznikowi, który w barwach Hajduka Split strzelił 12 goli.

## Drużyny
| Uczestnicy jugosłowiańskich rozgrywek w poprzednim sezonie                                                    | Uczestnicy jugosłowiańskich rozgrywek w poprzednim sezonie | Uczestnicy jugosłowiańskich rozgrywek w poprzednim sezonie | Uczestnicy jugosłowiańskich rozgrywek w poprzednim sezonie |
| --- | ---------------------------------------------------------- | ---------------------------------------------------------- | ---------------------------------------------------------- |
| Prva liga Jugoslavije                                                                                         |                                                            |                                                            |                                                            |
| HGR | HAŠK Građanski                                             | 2                                                          |                                                            |
| HAJ | Hajduk Split                                               | 6                                                          |                                                            |
| OSI | NK Osijek                                                  | 9                                                          |                                                            |
| RIJ | HNK Rijeka                                                 | 15                                                         |                                                            |
| Druga liga Jugoslavije                                                                                        |                                                            |                                                            |                                                            |
| ZAG | NK Zagreb                                                  | 1                                                          |                                                            |
| CIB | Cibalia Vinkovci                                           | 10                                                         |                                                            |
| ŠIB | HNK Šibenik                                                | 12                                                         |                                                            |
| DBK | HNK Dubrovnik                                              | 16                                                         |                                                            |
| Međurepublička liga (zapad)                                                                                   |                                                            |                                                            |                                                            |
| ZAD | NK Zadar                                                   | 1                                                          |                                                            |
| INK | Inker Zaprešić                                             | 2                                                          |                                                            |
| VAR | Varteks Varaždin                                           | 6                                                          |                                                            |
| Hrvatska nogometna liga (zapad)                                                                               |                                                            |                                                            |                                                            |
| IST | Istra Pula                                                 | 4                                                          |                                                            |
| Oznaczenia: - kolumna pierwsza – skróty nazw drużyn, - kolumna trzecia – miejsce zajęte w poprzednim sezonie. |                                                            |                                                            |                                                            |

## Rozgrywki

### Tabela
| Lp. | Drużyna          | M  | Z  | R | P  | B+ | B- | +/– | Pkt |
| --- | ---------------- | -- | -- | - | -- | -- | -- | --- | --- |
| 1   | Hajduk Split     | 22 | 16 | 4 | 2  | 44 | 14 | +30 | 36  |
| 2   | NK Zagreb        | 22 | 14 | 5 | 3  | 34 | 9  | +25 | 33  |
| 3   | NK Osijek        | 22 | 12 | 3 | 7  | 33 | 28 | +5  | 27  |
| 4   | Inker Zaprešić   | 22 | 10 | 6 | 6  | 37 | 19 | +18 | 26  |
| 5   | HAŠK Građanski   | 22 | 11 | 4 | 7  | 32 | 21 | +11 | 26  |
| 6   | HNK Rijeka       | 22 | 10 | 5 | 7  | 26 | 22 | +4  | 25  |
| 7   | Istra Pula       | 22 | 8  | 5 | 9  | 22 | 27 | −5  | 21  |
| 8   | Varteks Varaždin | 22 | 7  | 6 | 9  | 32 | 25 | +7  | 20  |
| 9   | Cibalia Vinkovci | 22 | 3  | 9 | 10 | 13 | 24 | −11 | 15  |
| 10  | NK Zadar         | 22 | 4  | 5 | 13 | 20 | 49 | −29 | 13  |
| 11  | HNK Dubrovnik    | 22 | 2  | 7 | 13 | 4  | 36 | −32 | 11  |
| 12  | HNK Šibenik      | 22 | 2  | 7 | 13 | 18 | 41 | −23 | 11  |

### Wyniki
| Gospodarz \ Gość | CIB | DBK | HAJ | HGR | INK | IST | OSI | RIJ | ŠIB | VAR | ZAD | ZAG |
| ---------------- | --- | --- | --- | --- | --- | --- | --- | --- | --- | --- | --- | --- |
| Cibalia Vinkovci |     | 0–0 | 0–2 | 0–2 | 1–0 | 1–1 | 1–1 | 2–0 | 0–0 | 2–1 | 0–1 | 0–1 |
| HNK Dubrovnik    | 0–0 |     | 0–1 | 0–3 | 0–3 | 1–0 | 0–0 | 0–1 | 2–1 | 0–0 | 0–2 | 0–0 |
| Hajduk Split     | 1–1 | 9–0 |     | 0–0 | 0–2 | 3–0 | 2–0 | 3–0 | 4–1 | 1–0 | 2–0 | 1–0 |
| HAŠK Građanski   | 2–0 | 2–1 | 1–2 |     | 0–2 | 3–1 | 2–0 | 2–0 | 2–0 | 4–0 | 3–0 | 0–0 |
| Inker Zaprešić   | 0–0 | 3–0 | 0–0 | 2–1 |     | 4–1 | 3–0 | 3–0 | 6–0 | 1–3 | 2–1 | 0–0 |
| Istra Pula       | 2–0 | 2–0 | 0–1 | 1–1 | 2–0 |     | 1–2 | 1–1 | 1–0 | 2–1 | 2–1 | 0–2 |
| NK Osijek        | 2–1 | 1–0 | 3–3 | 1–2 | 2–1 | 0–1 |     | 3–2 | 3–1 | 2–1 | 4–0 | 1–0 |
| HNK Rijeka       | 1–0 | 3–0 | 0–2 | 1–0 | 0–0 | 3–0 | 2–0 |     | 2–0 | 1–0 | 4–1 | 1–1 |
| HNK Šibenik      | 1–1 | 0–0 | 2–3 | 3–1 | 1–1 | 0–0 | 0–2 | 1–2 |     | 2–2 | 4–0 | 0–1 |
| Varteks Varaždin | 2–0 | 2–0 | 0–1 | 4–0 | 1–1 | 1–1 | 0–1 | 1–1 | 4–0 |     | 4–0 | 2–1 |
| NK Zadar         | 2–2 | 0–0 | 0–3 | 1–1 | 4–3 | 0–1 | 3–5 | 1–1 | 1–1 | 2–1 |     | 0–4 |
| NK Zagreb        | 2–1 | 3–0 | 3–0 | 2–0 | 2–0 | 2–1 | 2–0 | 1–0 | 3–0 | 2–2 | 2–0 |     |

## Najlepsi Strzelcy
|   | Piłkarz         | Klub                   | Gole |
| - | --------------- | ---------------------- | ---- |
| 1 | Adrian Kozniku  | Hajduk Split           | 12   |
| 2 | Igor Cvitanović | Varteks Varaždin       | 9    |
| - | Robert Špehar   | NK Osijek              | 9    |
| - | Goran Vlaović   | HAŠK Građanski Zagrzeb | 9    |
| 5 | Renato Jurčec   | NK Zagreb              | 8    |
| - | Željko Adžić    | HAŠK Građanski Zagrzeb | 8    |
| - | Goran Vučević   | Hajduk Split           | 8    |